# ما وايتشاو
ما وايتشاو هو لاعب كرة قدم صيني في مركز الدفاع، ولد في 12 يناير 1997 في زانجيانغ في الصين.